# تاشا توماس
تاشا توماس (بالإنجليزية: Tasha Thomas)‏ هي مغنية مؤلفة أمريكية، ولدت في 1945 في الولايات المتحدة، وتوفيت في 8 نوفمبر 1984.

## وصلات خارجية
- تاشا توماس على موقع ميوزك برينز (الإنجليزية)
- تاشا توماس على موقع قاعدة بيانات برودواي على الإنترنت (الإنجليزية)
- تاشا توماس على موقع ديسكوغز (الإنجليزية)